# Protomyctophum tenisoni
Espèce
Protomyctophum tenisoni est une espèce de poisson-lanterne (famille des Myctophidae).